# MTV (Europa)
MTV Global (también conocida como MTV Europe) es un canal de televisión pan-global de entretenimiento de 24 horas y una red de televisión por suscripción lanzada el 1 de agosto de 1987, propiedad de Paramount Skydance Corporation y operada por Paramount Networks EMEAA. Inicialmente, el canal servía a todas las regiones de Europa como uno de los pocos canales que se dirigían a todo el continente. Hoy en día, el canal sólo sirve una selección de países europeos desde que Paramount Networks EMEAA comenzó a regionalizar su red en 1997.
MTV Europe se inició en virtud de un acuerdo de cooperación entre Viacom, BT y Robert Maxwell que duró hasta 1991, cuando Viacom asumió la plena propiedad, operando a través de Viacom International Media Networks Europe. La sede de MTV Europe estuvo formalmente en Londres, Reino Unido hasta que se mudó a Varsovia, en Polonia. En 2001, la cadena se renombró MTV European, y luego regresó a su nombre original de MTV Europe en febrero de 2008, cuando la cadena trasladó su sede de Londres a Varsovia. La difusión durante todo el día es en inglés y esta dirigida para el público de entre 16 y 35 años, siendo recibido por 100 millones de hogares en 43 países.
Desde su estreno, MTV revolucionó la industria de la música. Los eslóganes como "I want my MTV" se incorporaron al concepto VJ que se popularizó, se introdujo la idea de un canal dedicado solo a videos musicales, y tanto los artistas como los aficionados encontraron una ubicación central para eventos musicales, noticias y promoción. MTV también ha sido referenciado innumerables veces en la cultura popular por músicos, otros canales de televisión y espectáculos, películas y libros.

## Historia

Logotipo usado desde 1986 hasta el 1 de julio de 2011.

MTV Europe se lanzó el 1 de agosto de 1987 desde Ámsterdam, Holanda con una actuación en vivo de Elton John y fue transmitida por AirTV en Camden Town, Londres.
Con el mismo humor irónico que el lanzamiento de MTV en los Estados Unidos en 1981 (donde el primer video fue el Video Killed the Radio Star de The Buggles), el primer video mostrado en MTV Europe fue Money for Nothing de Dire Straits, que , apropiadamente, comienza y termina con la repetición de la línea "Quiero mi MTV", expresada por Sting.
MTV Europa siempre tuvo su Centro de Transmisión en Londres, que había sido lanzado en agosto de 1987 desde la instalación de TV de Aire de Chrysalis TV. Se convirtió en un pionero en Europa cuando en 1995 comenzó a emitir utilizando transmisiones comprimidas digitalmente.
En marzo de 1997, MTV Central (central por estar en Europa Central) fue lanzada como un canal de MTV de habla alemana disponible en Alemania y Austria. Fue transmitido inicialmente de Hamburgo antes de trasladarse a Múnich y finalmente a Berlín. MTV Central más tarde fue renombrado MTV Alemania.
El 1 de julio de 1997 se lanzó MTV Reino Unido e Irlanda, seguido por MTV Italia en septiembre. MTV Nordic para Escandinavia lanzado en junio de 1998 y MTV Rusia para Rusia lanzado el 25 de septiembre de 1998. Desde 2000, MTV Networks Europe lanzó otros canales regionales en todo el continente.
En mayo de 2002, el canal fue renombrado a "MTV European". En agosto de 2007, trasladó su base editorial desde Londres a Varsovia, Polonia, aunque sigue emitiendo su señal de la sede de MTV Networks en Londres.
Antes del 1 de agosto de 2010, MTV Europe proporcionó una mezcla única de programación cultural popular junto con vídeos musicales. Igualmente MTV Europe elimina controversialmente su programación de música de núcleo y lo reemplazó con la programación basada en programas de telerrealidad de MTV EE. UU.
El centro de difusión de canales se encuentra en Praga, República Checa (anteriormente Londres) y la programación producida en la sede de MTV Networks en Varsovia, Polonia.
El 1 de julio de 2011, MTV Europe relanza su canal utilizando un nuevo logotipo e idents. En agosto de 2012, MTV Europe suspendió la programación de todos los gráficos de difusión.
En el verano de 2015, MTV Europe reedicionó la identidad de los canales centrándose en la iniciativa de MTVBump.com y permitiendo más identificadores sociales creados por los espectadores de MTV.
Desde el 26 de enero de 2021, la licencia de transmisión de MTV Europa pasó a llamarse MTV Global.

## Distribución
A partir de 2021, MTV Global presta servicios en los siguientes territorios:
Europa
- Armenia
- Azerbaiyán
- Bielorrusia
- Bosnia y Herzegovina
- Bulgaria
- Croacia
- República Checa
- Estonia
- Islas Faroe
- Georgia
- Grecia
- Islandia
- Kosovo
- Kazajistán
- Letonia
- Lituania
- Luxemburgo
- Moldavia
- Malta
- Oriente Medio
- Serbia
- Eslovaquia
- Turquía
- Ucrania

Oriente Medio
- Israel

África
- Argelia
- Angola
- Benín
- Botsuana
- Burkina Faso
- Burundi
- Cabo Verde
- Camerún
- Chad
- Comoras
- Congo (Brazzaville)
- Congo (Kinshasa)
- Costa de Marfil
- Egipto
- Eritrea
- Etiopía
- Eswatini
- Gabón
- Gambia
- Ghana
- Guinea
- Guinea Ecuatorial
- Guinea-Bissau
- Kenia
- Lesoto
- Liberia
- Libia
- Madagascar
- Malaui
- Malí
- Marruecos
- Mauricio
- Mauritania
- Mozambique
- Namibia
- Níger
- Nigeria
- Ruanda
- Senegal
- Seychelles
- Sierra Leona
- Somalia
- República Centroafricana
- Sudán
- Sudáfrica
- Sudán del Sur
- Santo Tomé y Príncipe
- Tanzania
- Togo
- Túnez
- Uganda
- Yibuti
- Zambia
- Zimbabue

Asia
- Armenia
- Azerbaiyán
- Georgia
- Kazajistán
- Kirguistán
- Tayikistán
- Turkmenistán
- Uzbekistán

La MTV paneuropea también se transmite en África subsahariana junto con MTV Base África, MTV Portugal y MTV France.